# اشک‌ها و لبخندها (مجموعه تلویزیونی)
اشک‌ها و لبخندها یک مجموعه تلویزیونی ایرانی است که حسن فتحی به سفارش گروه فیلم و سریال شبکه یک برای نوروز ۱۳۸۸ ساخته‌است.

## داستان
زنی به نام شمسی است که در پی تصادف در زندان به سر می‌برد او برای سرو سامان دادن به زندگی تنها پسرش خسرو که خلافکار نیز است، ۱۵ روز از زندان مرخصی می‌گیرد، و از دختر برادرش، حشمت که سینماداری قدیمی است برای پسرش خواستگاری می‌کند، حشمت که جرئت نه گفتن به خواهرش را ندارد، برای دست به سر کردن او دروغی تازه به شمسی می‌گوید، غافل از این که این دروغ به ظاهر کوچک همه چیز را به هم می‌ریزد.

## بازیگران
- مهدی هاشمی
- گوهر خیراندیش
- لیلا اوتادی
- هومن برق‌نورد
- کیانوش گرامی
- شهره لرستانی
- برزو ارجمند
- مهشاد مخبری
- سیدحسن حسینیان